# Gaflenz
Gaflenz – gmina targowa w Austrii, w kraju związkowym Górna Austria, w powiecie Steyr-Land, liczy 1896 mieszkańców (1 stycznia 2015).